# Diodora saturnalis
Diodora saturnalis är en snäckart som först beskrevs av Carpenter 1864.  Diodora saturnalis ingår i släktet Diodora och familjen nyckelhålssnäckor. Inga underarter finns listade i Catalogue of Life.

## Bildgalleri

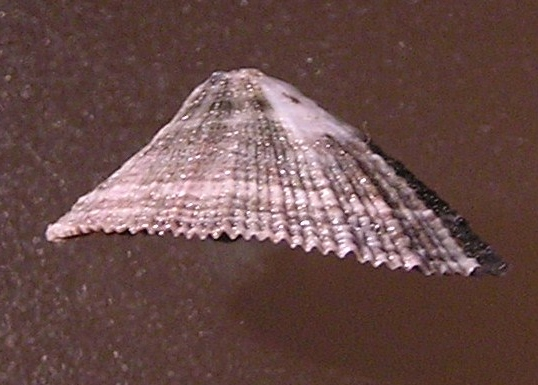
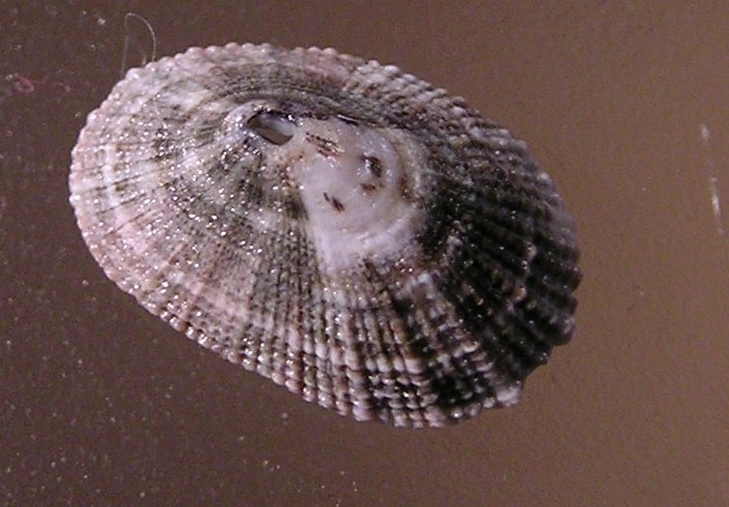